# Prežganje
Prežganje je naselje v Mestni občini Ljubljana. Z Ljubljano je kraj ob delavnikih povezan z redno mestno avtobusno linijo št. 26. Vas ima svoj gasilski dom. Prostovoljno gasilsko društvo Prežganje deluje na celotnem območju nekdanje Krajevne skupnosti Besnice.